# Tassergal
Pomatomus saltatrix
Famille
Genre
Espèce
Statut de conservation UICN

 VU  : Vulnérable
Le tassergal ou pomatome (Pomatomus saltatrix) est l'unique espèce de poissons du genre Pomatomus et de la famille des Pomatomidae (proche des Scombropidae) et ressemblant au Loup ou Bar.

## Autres noms
Ancien nom scientifique : Gasterosteus saltatrix ; autres noms vernaculaires :
anchova, anjova, serre, poisson bleu, coupe-fil (Mauritanie), Taylor (Australie).

## Description
Le tassergal mesure jusqu'à 1,2 m de long. Ces poissons se regroupent en large bancs pour attaquer avec voracité des poissons plus petits.
Doté d'une mâchoire puissante munie de dents tranchantes, il peut mordre fortement,.

## Habitat

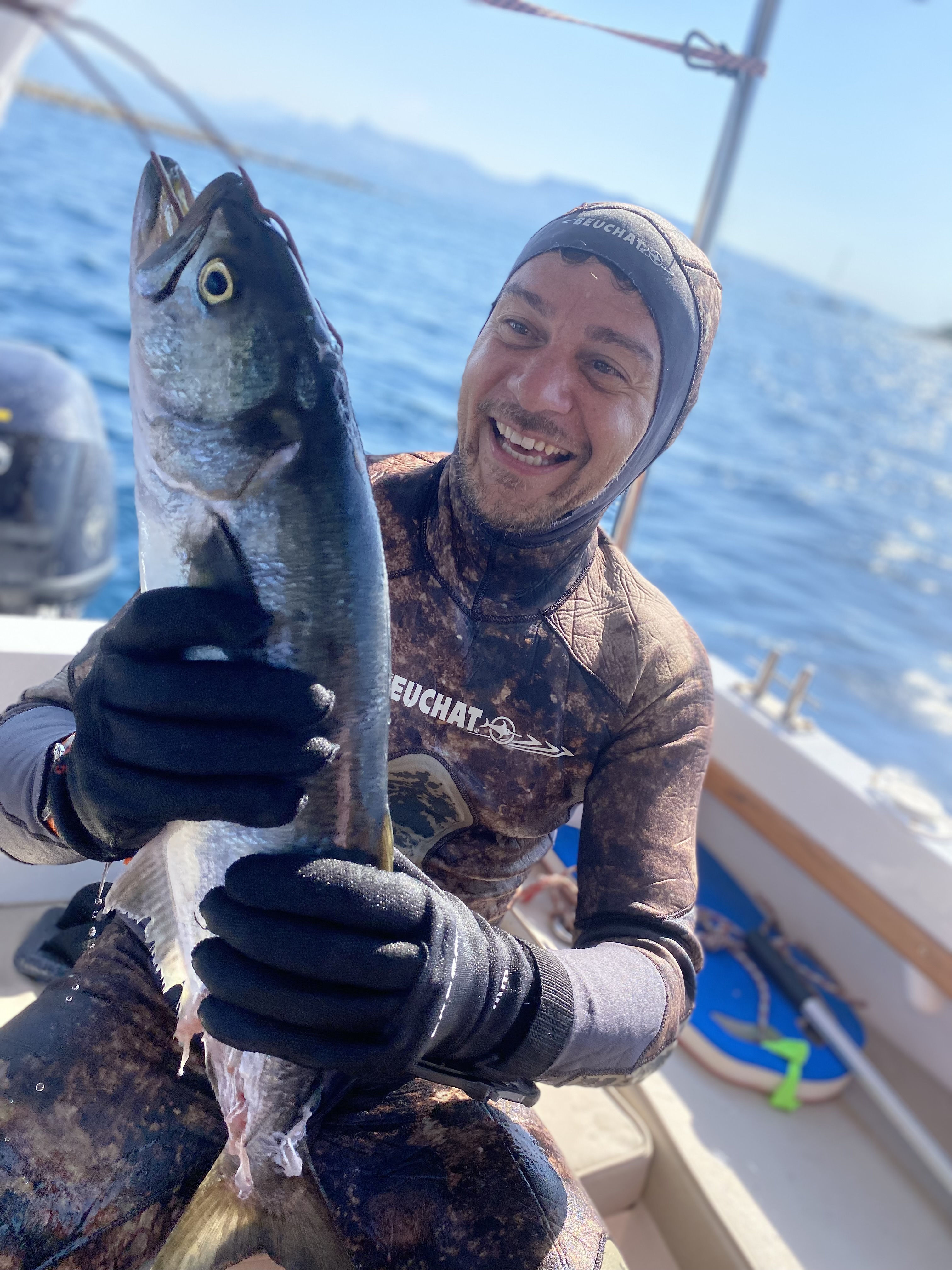
Erhan Güven à Bodrum avec un Kofana (Tassergal).

Ce poisson vit dans les mers chaudes. Quelques spécimens de taille moyenne ont été pêchés en Atlantique ouest et en Méditerranée. Ils prolifèrent surtout dans la mer de Marmara, dans le sud de l'Australie, dans le Bosphore, ainsi que dans la mer Noire.

## Pêche
Ce poisson peut être pêché de différentes façons : à la mitraillette (au train de plumes), au leurre (appât artificiel), ou au vif à la pêche pratiquée depuis le bord de mer. En France, les professionnels sont peu nombreux à le pêcher car ce n'est pas un poisson très connu. Les meilleurs mois pour le capturer sont fin septembre, octobre et novembre.

## Reproduction
Sa période de frai dure environ deux mois, entre avril et juin.